# Stazione di Noisy-le-Sec
La stazione di Noisy-le-Sec (in francese Gare de Noisy-le-Sec) è una stazione ferroviaria situata nel comune di Noisy-le-Sec, nel dipartimento della Senna-Saint-Denis.

## Storia
La stazione fu inaugurata il 1º luglio 1849 dalla Compagnie du chemin de fer de Paris à Strasbourg con l'attivazione del segmento della Parigi-Strasburgo compreso tra Parigi e Meaux. Fu messa in servizio il 5 luglio successivo.
Il 25 gennaio 1853 la compagnia chiuse la stazione e la spostò di 700 metri a Bondy. Questa decisione unì la popolazione nella richiesta di riapertura della stazione di Noisy. Le richieste della popolazione locale, più l'ottenimento della concessione da parte della compagnia (che nel frattempo aveva cambiato denominazione in Compagnie des chemins de fer de l'Est) della linea per Mulhouse che aveva una diramazione vicino alla stazione di Noisy quando il suo percorso fu completato, fece sì che la stazione potesse riaprire nel 1854.
Nel 1910 il fabbricato viaggiatori, ormai obsoleto per il volume dei traffici che lo interessavano, fu demolito e ricostruito nelle forme attuali.
Durante la prima guerra mondiale, la stazione divenne la più importante stazione di regolazione in Francia per il trasporto delle truppe militari e, durante la prima battaglia della Marna, i taxi parigini requisiti presero in carico le unità di fanteria della 7ª Divisione mentre scendevano dai treni per trasportarle al fronte a Nanteuil-le-Haudouin.
Il centro di smistamento fu bombardato nella notte tra il 18 e il 19 aprile 1944 dagli aerei alleati per danneggiare temporaneamente e soprattutto rallentare la logistica tedesca, in preparazione dell'operazione Overlord, causando molte vittime tra la popolazione civile.
Le strutture attuali risalgono alla ricostruzione postbellica, con alcune modifiche in occasione della conversione in stazione RER.

## Movimenti
La stazione è servita dai treni della Linea RER E e da quelli del Transilien.